# Anže Logar
Anže Logar, slovenski politik in ekonomist, * 15. maj 1976, Ljubljana.
Izobraževal se je na ljubljanski ekonomski fakulteti ter fakulteti za podiplomske državne in evropske študije. Leta 2016 je doktoriral na Fakulteti za uporabne družbene študije. V prvi in drugi vladi Janeza Janše je bil direktor Urada Vlade Republike Slovenije za komuniciranje, med predsedovanjem Slovenije Svetu Evropske unije, pa je bil uradni govorec predsedstva. 
Leta 2014 in 2018 je bil izvoljen za poslanca Slovenske demokratske stranke v Državnem zboru. Na lokalnih volitvah 2018 je kandidiral za župana Mestne občine Ljubljana. Ob nastopu 14. vlade Republike Slovenije marca 2020 je bil imenovan za ministra za zunanje zadeve Republike Slovenije. Leta 2022 je kandidiral za predsednika Republike Slovenije. V prvem krogu je osvojil največ glasov, v drugem krogu pa ga je premagala Nataša Pirc Musar. Kljub temu je Logar dosegel najboljši rezultat za kandidata desne sredine v zgodovini samostojne Slovenije.
24. novembra 2023 je na odstopil z mesta predsednika sveta SDS. 9. oktobra 2024 je izstopil iz stranke. Od 16. novembra 2024 je predsednik stranke Demokrati.

## Izobraževanje
Leta 2000 je diplomiral na Ekonomski fakulteti v Ljubljani, januarja leta 2006 je magistriral na Fakulteti za podiplomske državne in evropske študije, v juliju 2016 pa je doktoriral na Fakulteti za uporabne družbene študije v Novi Gorici.

## Politika
V času osme in desete slovenske vlade je opravljal delo direktorja Urada Vlade RS za komuniciranje, med predsedovanjem Slovenije Svetu EU pa je opravljal funkcijo uradnega govorca slovenskega predsedstva Svetu EU.

### Lokalna politika
Na lokalnih volitvah leta 2010 je bil listi Slovenske demokratske stranke izvoljen za svetnika v Mestnem svetu Mestne občine Ljubljana. Ponovno je bil izvoljen tudi v letu 2014 in 2018. Na lokalnih volitvah 2018 je kandidiral za župana Mestne občine Ljubljana. Prejel je 29.879 glasov oz. 29,50 % vseh glasov in se med desetimi kandidati uvrstil na drugo mesto.

### Poslanec državnega zbora
Julija leta 2014 je bil na listi SDS izvoljen za poslanca Državniega zbora Republike Slovenije. V mandatu 2014-2018 je deloval kot član Mandatno-volilne komisije, odbora za finance in monetarno politiko, za zunanjo politiko in za zadeve Evropske unije. V 7. sklicu Državnega zbora je predsedoval Preiskovalni komisiji o ugotavljanju zlorab v slovenskem bančnem sistemu ter ugotavljanju vzrokov in odgovornosti za že drugo sanacijo bančnega sistema v samostojni Sloveniji.
Julija 2018 je bil drugič izvoljen za poslanca v Državni zbor Republike Slovenije. V mandatu je deloval kot član odbora za finance in za zunanjo politiko. Bil je predsednik Komisije za nadzor javnih financ DZ RS. Za poslanca je bil znova izvoljen tudi na državnozborskih volitvah leta 2022. Postal je podpredsednik odbora za zunanjo politiko in član odbora za finance.

### Minister za zunanje zadeve
Ob sestavljanju 14. vlade Republike Slovenije, je bil s strani Slovenske demokratske stranke predlagan za ministra za zunanje zadeve Republike Slovenije. Pred Odborom za zunanjo politiko Državnega zbora Republike Slovenije, je bil zaslišan 10. marca 2020. Zanj je glasovalo 13 poslancev, 7 pa jih je bilo proti. Med prioritete je navedel širitev diplomatske mreže po svetu, več t. i. "tihe diplomacije" ter boljše sodelovanje z obrambnim ministrstvom. Zavzel se je tudi za krepitev odnosov s sosednjo Hrvaško ter uresničitev arbitražne razsodbe.
Logar se je zavzel za "vrnitev Slovenije na diplomatski zemljevid" in aktivnejšo povezavo z vsemi državami. V začetku mandata je soustvaril skupino Central 5, ki združuje zunanje ministre petih centralnoevropskih držav: Slovenije, Avstrije, Češke, Slovaške in Madžarske. 23. oktobra 2020 so z ministrstva sporočili, da je bil tudi minister Logar pozitiven na koronavirus.
Predsednik države Borut Pahor je Logarjevo delovanje v vlogi zunanjega ministra pohvalil kot aktivno in ambiciozno pri postavljanju Slovenije na zemljevidu Evrope. V prvem letu mandata je Logar kot zunanji minister opravil petdeset srečanj v Sloveniji ali tujini, 39 video in audio konferenc ter dvajset uradnih telefonskih pogovorov. Logar je bil prvi slovenski zunanji minister po letu 2012, ki je obiskal Republiko Hrvaško in prvi, ki je po letu 2007 obiskal Italijo. V njegovem mandatu je v Slovenijo po 23 letih znova prišel ameriški državni sekretar, in sicer Mike Pompeo. Ob Logarjevem povratnem obisku v Washingtonu sta Slovenija in Združene države Amerike podpisali strateški dialog. 28. aprila 2021 ga je Vlada Republike Slovenije imenovala za visokega predstavnika za sodelovanje z Evropskim parlamentom, in sicer v času predsedovanja Slovenije Svetu Evropske unije. 9. decembra 2021, v času Logarjevega ministrovanja, je Slovenija uradno najavila kandidaturo za nestalno članico Varnostnega sveta Organizacije združenih narodov.

#### Seznam obiskov
Glej članek: Seznam obiskov ministra za zunanje zadeve Anžeta Logarja

### Kandidatura za predsednika države
4. julija 2022 je Anže Logar sporočil, da bo kandidiral na jesenskih predsedniških volitvah, in sicer kot neodvisen kandidat. Podporo mu je napovedala Slovenska demokratska stranka, zaradi česar bi moral Logar zbrati še tri tisoč podpisov državljanov. Prvopodpisana pod njegovo kandidaturo je bila nekdanja evropska poslanka Romana Jordan. Kandidaturo je vložil v sredo, 21. septembra 2022, kot neodvisni kandidat s podporo 5000 volivcev. V treh dneh jih je sicer zbral okoli 12.000. Oktobra mu je podporo napovedala tudi Slovenska ljudska stranka.
Na prvem krogu volitev, ki je potekal 23. oktobra 2022, je prejel najvišje število glasov med vsemi kandidati, in sicer 33,95 % oziroma točno 296.000 glasov. Uvrstil se je uvrstil v drugi krog, v katerem je izgubil proti odvetnici Nataši Pirc Musar, ne glede na poraz je Logar za kandidata desne sredine dosegel najboljši rezultat v zgodovini samostojne Slovenije.

#### Stališča
Poudarjal je sodelovanje.
Program:
- Redna mesečna srečanja s predsednico parlamenta, predsednikom državnega sveta in predsednikom vlade, dvakrat letno srečanje predsednikov parlamentarnih strank, vsakoletni nagovor o stanju v državi, sklic Konvencije o prihodnosti Slovenije, ki bo po dveh letih razprave pripravila dokument o strateških ciljih družbe in države;[30]
- Zavedanje o pomenu podjtništva v času šolanja, reden dialog s podjetniki in njihovimi združenji, poudarjanje pomena investiranja v zelene tehnologije, povezovanje izobraževalnih institucij s podjetništvom in gospodarstvom, ustvarjanje podjetniškega okolja, v katerem bodo talentirani mladi želeli ostati;[31]
- Ustanovitev Strateškega foruma za zeleno preobrazbo sestavljenega iz predstavnikov politike, NVO, znanstvene sfere, gospodarstva, kmetijstva, mladih in medijev, ustanovitev mesta koordinatorja za zeleno preobrazbo, redna srečanja med predstavniki gospodarstva in akademskih ter raziskovalnih inštitucij, uvedba posebne plakete za primere dobre prakse sodelovanja različnih deležnikov družbe;[32]
- Organizacija serije dogodkov, ki bodo mladim predstavili institucije države, zakonitosti demokratične ureditve in izzive, letno zasedanje mladih odločevalcev, uvedba dnevov odprtih vrat samo za mlade, uvedba prakse v predsednikovem uradu, vključitev mladih vdigitalno preobrazbo Urada predsednika republike, iskanje rešitev in podpiranje projektov na temo odvisnosti od socialnih omrežij;[33]
- Spodbujanje investicij v obrambne sisteme skladno z zavezami iz NATO vrha v Madridu, podpora dodatnim investicijam v kibernetsko varnost, fokus zunanje politike  usmerjen v EU, sosednje države, strateške partnerice in transatlatntsko zavezništvo, poudarek znanstveni in gospodarski diplomaciji.[34]

### Platforma sodelovanja in stranka Demokrati.

#### Ustanovitev društva
Po predsedniških volitvah se je ugibalo o nadaljnji poti Anžeta Logarja, tudi v luči tega, da je zbral več glasov volivcev, kot stranka SDS na parlamentarnih volitvah tistega leta. Ugibalo se je tudi o lastni stranki, a je spomladi 2023 napovedal ustanovitev društva Platforma sodelovanja. K projektu so pristopili nekdanja evropska poslanka in vodja Logarjeve predsedniške kampanje Romana Jordan, poslanka SDS Eva Irgl, pravnik Matej Avbelj ter vodja kabineta predsednika Boruta Pahorja Alja Brglez, med simpatizerji se omenja tudi nekdanji minister za digitalno preobrazbo Mark Boris Andrijanič. Predsednik stranke Janez Janša je pred ustanovitvijo društvo označil kot "dobrodošlo osvežitev", a da društva samega niti ne podpira niti ne zavrača.

#### Odstop z mesta predsednika Sveta SDS
24. novembra 2023 se je na zadnji seji leta sestal Svet Slovenske demokratske stranke. Anže Logar je na seji odstopil s funkcije predsednika sveta, v izjavi za javnost je poudaril, da bo svoje moči usmeril v Platformo sodelovanja. 6. decembra 2023 je izvršilni odbor SDS ocenil, da vse kaže na to, da bo Logar ustanovil lastno stranko, SDS pa pričakuje, da bodo poslanci, izvoljeni na njeni listi, spoštovali voljo volivcev in mandat končali skladno z mandatom. Ob tem je odbor zapisal, da ni čas za drobljenje glasov in da je treba igrati z odprtimi kartami. Anžeta Logarja izvršni odbor iz stranke ni izključil, a ocenil, da "Nadaljnjih nastopov in stališč poslanca Anžeta Logarja ni mogoče več samodejno šteti za stališča SDS-a, ampak za stališča nove stranke v nastajanju." Logar je odločitev odbora označil za prekomerno in nesorazmerno ter da glede svojega političnega udejstvovanja zunaj stranke SDS ni sprejel prav nobene odločitve.

#### Izstop iz SDS, ustanovitev Demokratov
9. oktobra 2024 je Anže Logar predsedniku Janezu Janši poslal svojo izstopno izjavo. Slednji se je na to odzval z besedami, da računa na vrnitev poslanskega mandata. V izjavi za javnost je Logar naslednjega dne potrdil, da bo nova stranka ustanovljena do konca leta.
Vstop v stranko sta napovedala tudi Eva Irgl in Dejan Kaloh, ki sta nekaj dni kasneje prav tako izstopila iz SDS. 24. oktobra je Logar razkril, da se bo stranka imenovala Demokrati, saj da ime »poudarja politično širino, ki jo želijo z novo potjo predstaviti«.
Na kongresu 16. novembra 2024 v Mariboru je bil Anže Logar izvoljen za predsednika stranke Demokrati. Na kongresu sta bila sprejeta tudi program in statut, Logar pa je v nagovoru po izvolitvi napovedal »veliko programsko koalicijo«.

## Zasebno
Je oče, njegova partnerka je inkluzivna pedagoginja Anja Rustja. Je ljubitelj športa, sploh pohodništva; dvakrat je prehodil celotno Jakobovo pot Santiago de Compostela, in sicer enkrat po severni in enkrat po francoski strani. Kot državnika, ki sta mu vzor, je navedel Tonyja Blaira in Jacquesa Chiraca.
Njegov ded je slovenski akademski slikar Slavko Pengov, ki je med drugim avtor freske v preddverju Državnega zbora Republike Slovenije.

## Priznanja
16. februarja 2007 mu je ob dnevu neodvisnosti tedanji litovski predsednik Valdas Adamkus podelil državno priznanje za zasluge pri reševanju državljana Republike Litve pred utopitvijo. 14. oktobra 2022 je italijanski predsednik Sergio Mattarella sporočil, da bo Logarju podelil najvišje priznanje italijanske države, to je odlikovanje Viteza velikega križa za zasluge pri promociji in poglabljanju dvostranskih odnosov med Italijo in Slovenijo.

## Galerija
- Anže Logar kot govorec vlade
- Logar in ameriški državni sekretar Pompeo (2020)
- Logar med ministrskim obiskom v Grčiji (2021)
- Logar in ameriški državni sekretar Blinken (2021)
- Ministrski obisk v Helsinkih (2021)
- Blejski strateški forum (2021)